# Maureen Bailo
Maureen Bailo Janser (* 15. Februar 1971) ist eine ehemalige Schweizer Fernsehmoderatorin.
Bailo absolvierte ein Germanistik- und Italienischstudium und arbeitete daneben als Flight Attendant und Lehrerin. 2001 machte sie ein Praktikum beim Aargauer Regionalradio Kanal K und wurde darauf Redaktorin bei Radio Argovia. 2003 wechselte sie zum Fernsehsender Tele M1, wo sie bis 2007 als Moderatorin und Videojournalistin tätig war. Im Januar 2008 trat sie beim Schweizer Fernsehen ein und war dort bis Ende August 2019 Redaktorin und Moderatorin der Tagesschau. Seit ihrem Abgang bei SRF arbeitet sie an einer Schweizer Berufsschule als Lehrerin für Allgemeinbildung.
| Personendaten    | Personendaten                              |
| ---------------- | ------------------------------------------ |
| NAME             | Bailo, Maureen                             |
| ALTERNATIVNAMEN  | Bailo Janser, Maureen (vollständiger Name) |
| KURZBESCHREIBUNG | Schweizer Fernsehmoderatorin               |
| GEBURTSDATUM     | 15. Februar 1971                           |